# Cervicolor
Culoarea cervicoloră sau cervină (latină cervicolor, cervinus, hinnuleus) este o culoare brun-gălbuie deschisă cu nuanțe variate până la brun-roșcată a cerbilor. Culoarea cervicoloră poate fi întâlnită și în blana unor câini și cu această culoare sunt vopsite diverse articole de îmbrăcăminte, mobilier și lenjerie de pat.

## Note

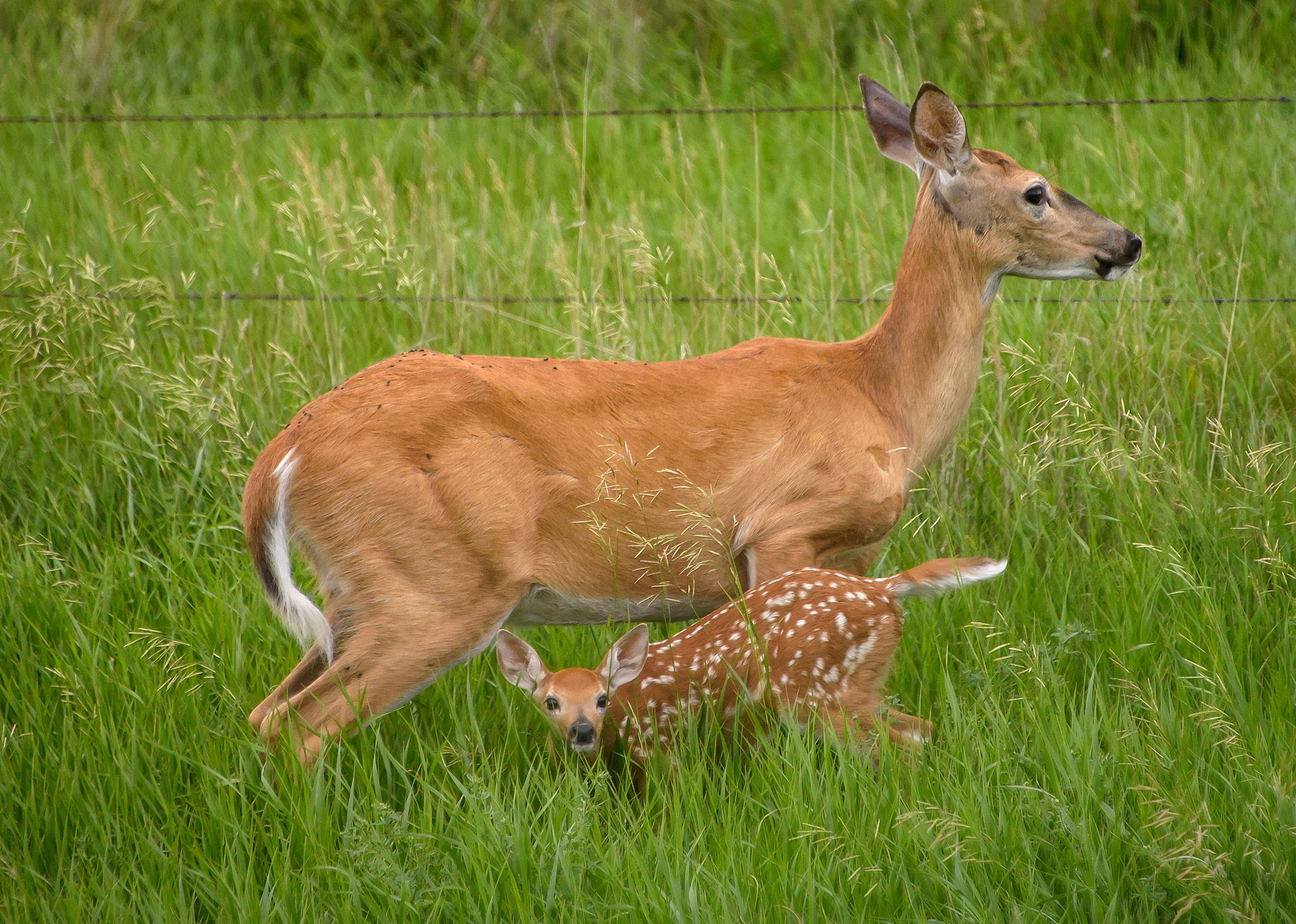
Culoarea cervicoloră a cerbului de Virginia (Odocoileus virginianus)
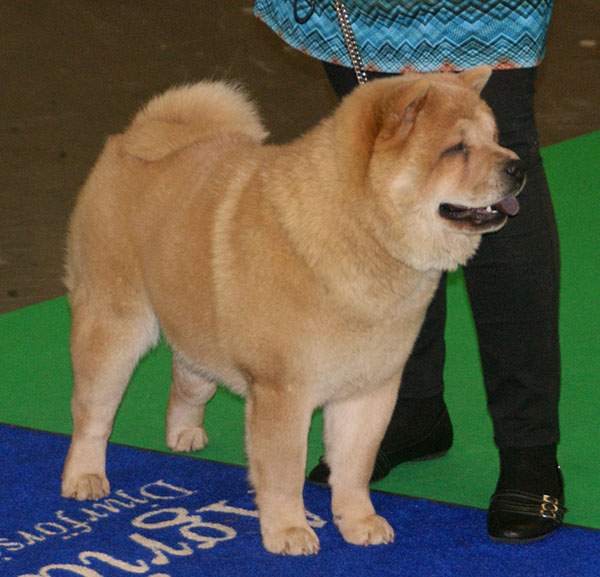
Culoarea cervicoloră în blana unor câini